# Ardá
Ardá es una entidad de población española del municipio de Neda, perteneciente a la provincia de La Coruña, en la comunidad autónoma de Galicia.

## Historia
Hacia mediados del siglo XIX, el lugar, perteneciente a la parroquia de Santa María de Neda y municipio de Neda, tenía contabilizada una población de 38 habitantes. Aparece descrito en el segundo volumen del Diccionario geográfico-estadístico-histórico de España y sus posesiones de Ultramar de Pascual Madoz de la siguiente manera:

ARDA: l. en la prov. de la Coruña, ayunt. y felig. de Neda Sta. Maria de. (V.): pobl.: 8 vec., 38 almas.
(Madoz, 1845, p. 495)

En 2022, la entidad singular de población tenía empadronados 37 habitantes.